# Drept de stivuire
Dreptul de stivuire sau dreptul de antrepozitare (în latină Ius emporii care înseamnă de fapt „dreptul de piață” având sensul dreptului de revânzare; în germană Stapelrecht) era în Evul Mediu dreptul unui oraș de a cere negustorilor să descarce și să stivuiască mărfurile pentru o anumită perioadă de timp într-un loc de depozitare deschis (public), mărfurile fiind astfel oferite forțat vânzării. În unele cazuri negustorii puteau să evite această obligație prin plata unei „taxe de stivuire”. Multe orașe aveau, înafară de dreptul de stivuire, un drept de manipulare care îi obliga pe comercianți ca la intrare să transbordeze mărfurile în vehicule ce aparțineau orașului (de ex. căruțe, bărci) cu care erau transportate până la ieșirea din oraș. Ambele drepturi făceau ca prețul mărfurilor să crească și promovau interesele comerțului urban.
Ducele  Otto I de Brunswick-Lüneburg a acordat orașului Münden, situat la confluența a trei râuri (vărsarea râurilor Werra și Fulda în Weser), dreptul de stivuire în 1247 care a fost valabil până în 1824. Acesta este unul dintre cele mai vechi drepturi de stivuire care apare  într-un document existent încă.
Conrad de Hochstaden, arhiepiscop de Köln, a acordat dreptul de stivuire orașului Köln pe 7 mai 1259. Ca urmare toate mărfurile care traversau orașul, inclusiv cele transportate pe Rin, trebuiau oferite spre vânzare cetățenilor din Köln timp de trei zile. Acest nou drept al orașului a adus patricienilor din Köln o bogăție considerabilă.
Multe alte orașe situate avantajos pe rute comerciale au deținut acest drept: Mainz, Frankfurt pe Main, Heilbronn, Neuss, Minden, Frankfurt pe Oder, Görlitz (1339), Berlin, Magdeburg, Itzehoe (1260), Lüneburg (1392) Erfurt, Viena (1221), orașele hanseatice Lübeck, Hamburg, Rostock, Stade (1259), Bremen și Zwolle (1438) și Bozen (1470) care era situat pe drumul ce traversează Alpii prin pasul Brenner (în germană Brennerstraße).
Pentru comercianți o dificultate suplimentară o constituia faptul că aceste orașe nu puteau fi ocolite. În 1507 Maximilian I a acordat orașului Leipzig un privilegiu special (în germană Meilenprivileg) care extindea aplicarea dreptului de stivuire la o distanță de 15 mile (24,135 km) în jurul orașului astfel încât „comerțul obligatoriu” se desfășura pe o arie mult mai mare.
Mai ales pentru comerțul cu mărfuri perisabile (produse lactate, produse din carne, pește) îndeplinirea acestei obligații reprezenta o mare dificultate.
Dreptul de stivuire a fost abolit ca urmare a deciziilor luate la Congresul de la Viena din 1815, iar ulterior au fost create legi pentru rute comerciale stabilite: Legea privind transportul pe Elba din 1821, Legea privind transportul pe Weser din 1823, Legea privind transportul pe Rin din 1831. În 1834 a fost instituită Asociația vamală germană.